# Аборты в Канаде
Аборт в Канаде разрешён на любом сроке беременности, независимо от причины. Аборт финансируется государством как медицинская процедура в соответствии с совокупным действием федерального Закона о здравоохранении Канады и провинциальных систем здравоохранения. Однако доступ к услугам и ресурсам зависит от региона. Несмотря на то, что некоторые неюридические барьеры для доступа всё ещё существуют, Канада является единственной страной, в которой нет абсолютно никакого уголовного преследования за аборты. Тем не менее, ни один поставщик медицинских услуг в Канаде не предлагает услуги по прерыванию беременности после 23 недель и 6 дней, как указано провинциальными регулирующими органами для врачей.

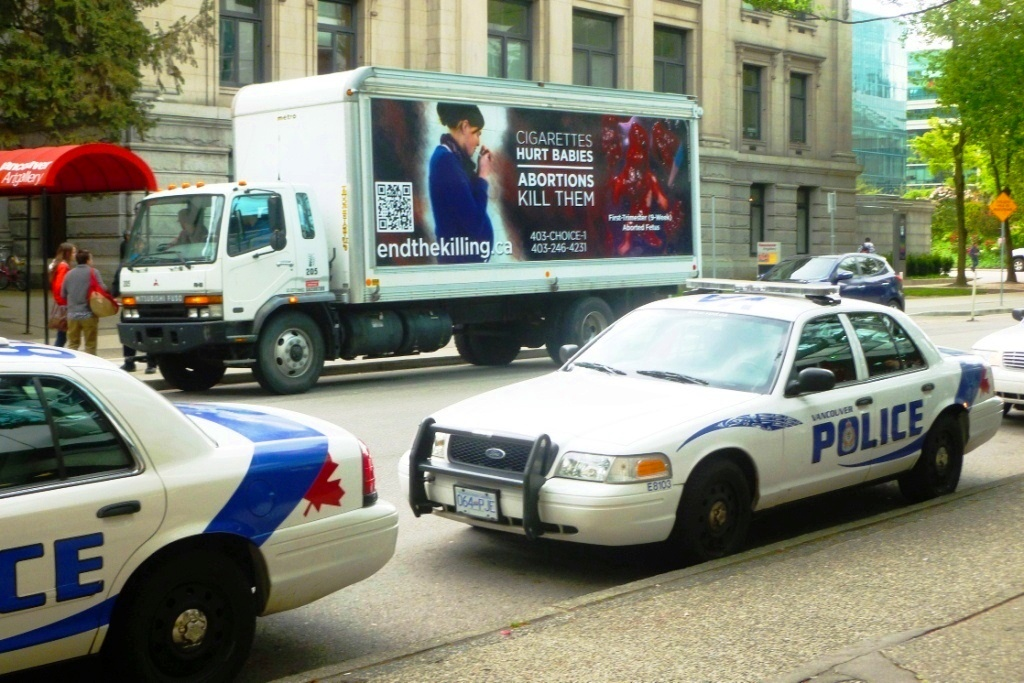
Реклама против абортов на грузовике. Ванкувер, Британская Колумбия

В Канаде аборты были официально запрещены в 1869 году. В течение следующих 100 лет они оставались незаконными. В 1969 году Закон о внесении поправок в уголовное законодательство 1968–69 годов узаконил терапевтические аборты, если комитет врачей подтверждает, что продолжение беременности может поставить под угрозу жизнь или здоровье женщины. В 1988 году Верховный суд Канады постановил в деле Р. против Моргенталера, что существующий закон был неконституционным, и отменил Закон 1969 года. Постановление утвердило, что закон об абортах 1969 года нарушил право женщины на «жизнь, свободу и безопасность личности», гарантированное разделом 7 Канадской хартии прав и свобод, принятой в 1982 году.
В Канаде все хирургические аборты выполняются врачом, а практикующие медсёстры, фармацевты и акушерки могут предоставить лекарства для неинвазивного медикаментозного аборта в течение девяти недель (63 дня) беременности. После декриминализации в Канаде наблюдается относительно стабильный уровень абортов; уровень зарегистрированных абортов на 1000 женщин детородного возраста (15–44 года) составлял 10,2 в 1974 году, увеличился до 16,4 аборта на тысячу женщин в 1997 году и снизился до 10,1 аборта на 1000 женщин в 2020 году. Однако эти показатели абортов отражают только количество абортов, о которых сообщают абортарии и больницы. Они не учитывают незарегистрированные аборты в этих учреждениях и не учитывают аборты, вызванные приёмом лекарств, отпускаемых по рецепту, таких как мифепристон и мизопростол, принимаемых в домашних условиях, поэтому эти официальные показатели абортов занижают истинный уровень абортов. Тем не менее, в Канаде в целом низкий уровень абортов по сравнению с другими странами.